# Burntisland

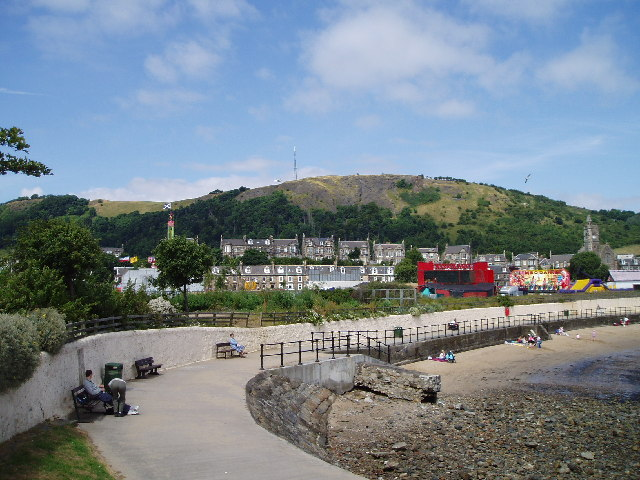
Burntisland.

Burntisland är en stad i Fife, på nordsidan av det inre av Firth of Forth.
Burntisland var tidigare känt för sina lokomotivverkstäder, skeppsvarv, aluminiumverk och en omfattande kolexport, samt sina havsbad. Här fanns tidigare ett svenskt vicekonsulat.
Det finns olika teorier till varifrån staden har fått sitt namn. En vanligt förekommande förklaring är att några fiskestugor brann ner på en liten ö strax väster om hamnen, vilket gjorde att fiskarna flyttade till den plats där staden idag ligger. Enligt den här förklaringen består ortsnamnet av de två leden burnt (bränd) och island (ö).